# 家庭動物販売士
家庭動物販売士（かていどうぶつはんばいし）とは、一般社団法人全国ペット協会（ZPK）が主催する資格試験。

## 概要
この資格試験は、ペットを販売する際に求められる動物取扱業の登録に関する基準の一要件として認められており、平成17年に第1回試験が実施されてから、2010年4月時点で4,700人が資格を取得している。受験者は主にペットショップスタッフやブリーダーなどだが、ペットフードやペット用品メーカーの社員が受験するケースも増えている。

### 試験
- 開催時期

例年1月から2月に全国の会場で開催される。平成22年は北海道・宮城・石川・茨城・東京・愛知・大阪・石川・熊本の9会場で開催された。
- 受験資格

家庭動物販売士3級
飼養動物に関する学校その他の教育機関を卒業したもの及び卒業見込みの者
ペット動物などに関する資格を有している者
ペット動物販売店等で働いているもの又は働くことを希望している者
家庭動物販売士2級
家庭動物販売士3級資格保持者
動物取扱業に関する実務経験を2年以上有する者

#### 出題形式
家庭動物販売士3級
出題形式　　三肢択一式（マークシート式）
問題数　　　全30問
試験時間　　60分間
出題科目
1. 動物取扱業者の職業倫理
2. 動物販売に必要な基礎知識と技術
3. 動物の展示方法と衛生管理
4. 動物の健康管理
5. 動物の適正な繁殖方法

家庭動物販売士2級
出題形式　　三肢択一式（マークシート式）
問題数　　　全50問
試験時間　　90分間
出題科目　　
1. 動物取扱業の社会的責任と役割
2. 動物関係法令
3. 犬と猫の飼養管理
4. 動物の展示と周辺環境の保全
5. 家庭動物（犬猫以外）に関する知識

#### 認定講習会
- 試験の前日もしくは当日に、希望する受験者に対し認定講習会が開催される。認定講習会では、受講者に対して配布されるテキストをもとに、試験についての講習が行われる。

#### 受験料・受講料
家庭動物販売士3級
受験料1万円
受講料2万円
家庭動物販売士2級
受験料1万円
受講料2万円

#### 初回登録料
家庭動物販売士3級　1万円
家庭動物販売士2級　1万5千円

#### 資格の有効期間
家庭動物販売士3級　2年間
家庭動物販売士2級　5年間